# Hanjeongsik
El Hanjeongsik (en hangul, 한정식; en chino, 韓定食; en inglés, Korean table d'hôte) es una comida completa de la gastronomía de Corea caracterizada por la colorida variedad de pequeños platos banchan.